# Rasvet (Starominskaya, Krasnodar)
Rasvet (del ruso: Рассвет) es un posiólok del raión de Staromínskaya del krai de Krasnodar, en Rusia. Está situado en las llanuras de Kubán-Priazov, 12 km al sur de Starominskaya y 152 km al norte de Krasnodar, la capital del krai. Tenía 1 377 habitantes en 2010.
Es cabeza del municipio Rasvétovskoye, al que también pertenecen Vostochni, Dalni, Zariá, Pervomaiski y Pridorozhni.

## Historia
Tiene su origen en la hacienda central del sovjós Starominskoye. En 1948 fue designado posiólok con su nombre actual, al pasar el centro administrativo del sovjós de Starominskaya a Rasvet. Son construidos la escuela secundaria y el hospital para 1950. En 1953 se construye la Casa de Cultura.

## Economía
Los principales sectores económicos de la localidad son la agricultura y la ganadería.